# Barrancas de Belgrano

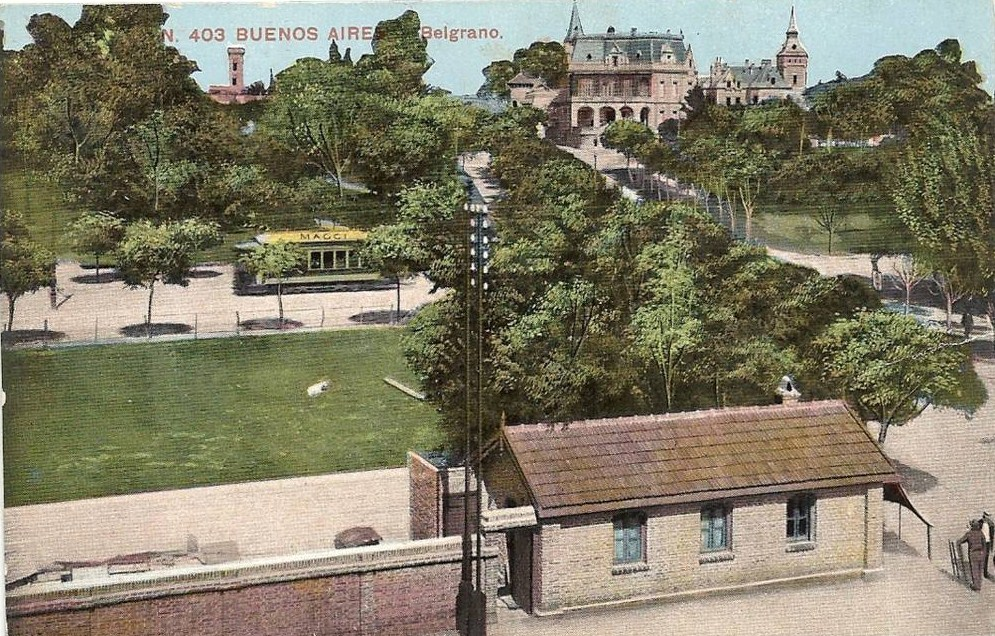
Barrancas de Belgrano desde la estación Belgrano C. (ca. 1900)

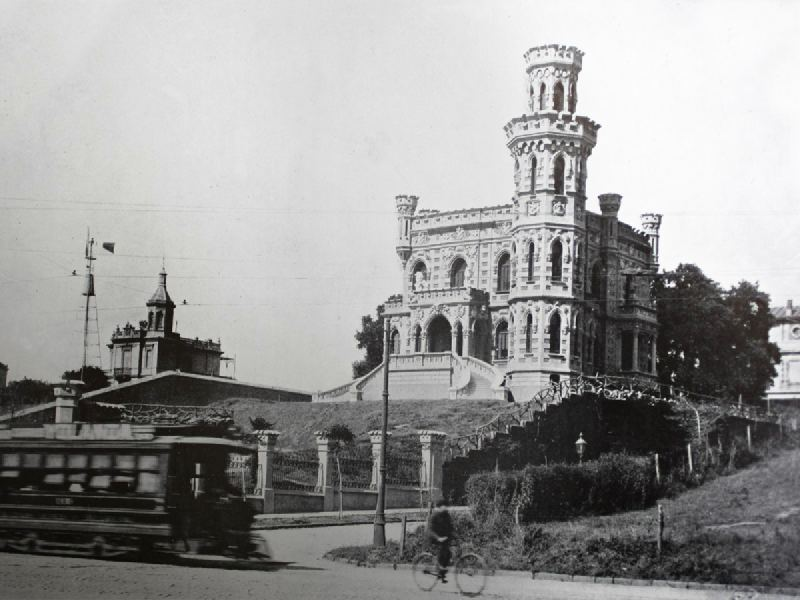
El Castillo de los Leones se encontraba hacia 1910 frente a un descampado y dominaba la vista de la Plaza, ubicada a una cuadra.

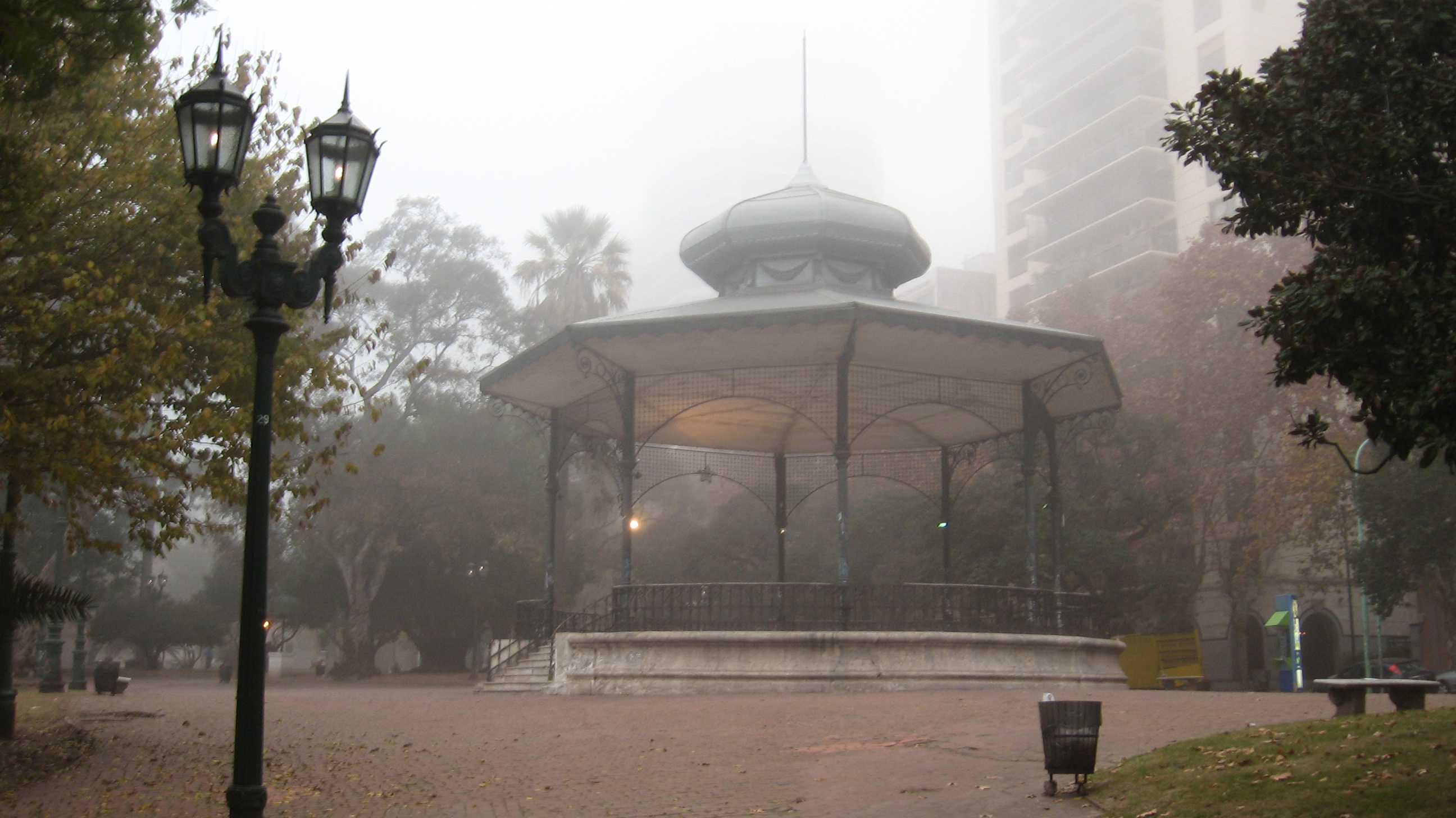
Pabellón de Barrancas de Belgrano, donde transcurre una famosa escena en el cómic El Eternauta.

Se conoce como Barrancas de Belgrano a unos terrenos en pendiente que actualmente conforman la Plaza Barrancas de Belgrano, en el barrio de Belgrano de la ciudad de Buenos Aires, Argentina. La parquización de las barrancas fue diseñada en 1892 por el arquitecto paisajista francés Charles Thays, quien también parquizó el Parque Tres de Febrero y las principales plazas de la ciudad en esa época.

## Historia

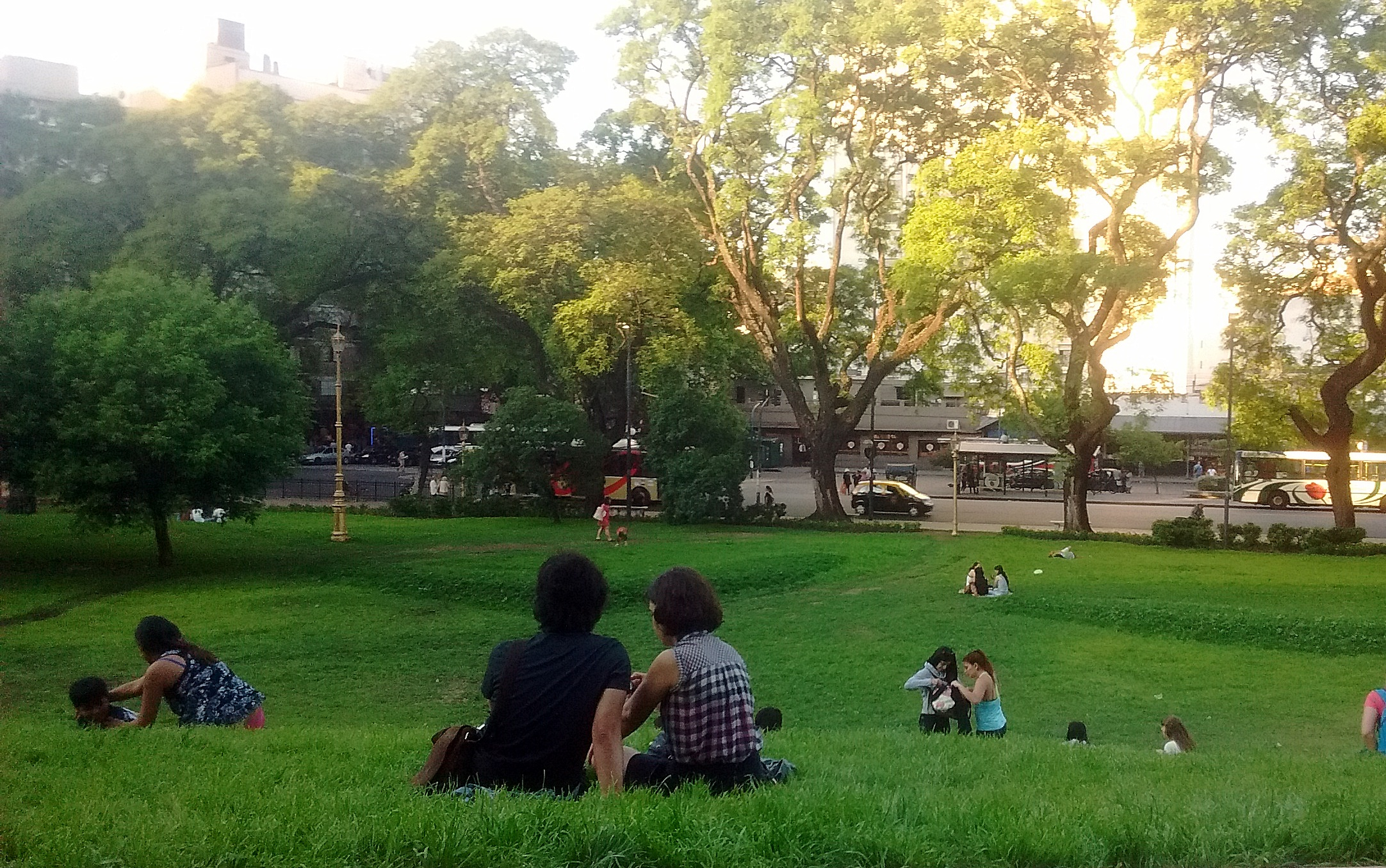
Atardecer en Barrancas de Belgrano

Las Barrancas de Belgrano son los bordes de la antigua terraza fluvial que hasta principios del siglo XIX delimitaba los bañados del Río de la Plata cuando se hallaba en crecida.
En 1862 se tendieron las vías del Ferrocarril del Norte (hoy Ferrocarril Bartolomé Mitre) sobre la traza del antiguo "Camino del Bajo" (desde la calle La Pampa) y se inauguró la estación Valentín Alsina (hoy Belgrano C). El terraplén ferroviario comenzó entonces a obrar como contención de las aguas. Parte del Camino del Bajo coincidía la traza del "Camino de las Cañitas", por el que actualmente corre la Avenida Luis María Campos: el tramo del Camino del Bajo entre la Av. Santa Fe y la calle José Hernández era también conocido como el "Camino de las Cañitas".
En 1871 los vecinos del pueblo de Belgrano compraron las manzanas que antes habían sido el parque de la quinta de Alsina a la Municipalidad, para convertirlos en paseo público. En 1892 se realizó la parquización a cargo de Thays, que se mantiene con algunas modificaciones en la actualidad.
En la parte baja, más allá de las vías ferroviarias y al este de las Barrancas, se fue constituyendo el barrio Bajo Belgrano (también a fines del siglo XIX), en terrenos ganados al río mediante relleno.

### Reinauguración de 2016
El 14 de octubre de 2016, se concluyeron las tareas de mantenimiento de las tres plazas de las Barrancas de Belgrano. Los arreglos consistieron principalmente en la restauración de veredas, incorporación de rampas para discapacitados, y la reparación de la plaza. Por otra parte, los senderos fueron renovados con ladrillos réplicas de los originales. Adicionalmente se refrescó el mobiliario urbano, se añadió más bancos, mesas y bebederos; y se remplazaron árboles secos. Para la reinauguración se invitó a los vecinos a asistir al concierto que ofreció la Banda Sinfónica de la Ciudad en la Glorieta de la barranca.

## Características
Las Barrancas conforman un tradicional, antiguo y bello paseo del barrio, compuesto por tres manzanas delimitadas por las calles La Pampa, Antonio José de Sucre, Esteban Echeverría y la Avenida Juramento de sur a norte, y por la calle 11 de Septiembre de 1888 que empalma con la calle Zavalía y la avenida Virrey Vértiz, yendo de oeste a este. Poseen una rica historia, como la del barrio mismo: contaba con una antiquísima capilla franciscana del siglo XVIII (de cuando el barrio era un partido perteneciente a la provincia de Buenos Aires) en la esquina de las calles La Pampa y 11 de Septiembre, cerca de donde se encuentra un edificio perteneciente al Gobierno de la Ciudad de Buenos Aires. Una placa conmemorativa demarca el lugar en donde estuvo ubicada la capilla.

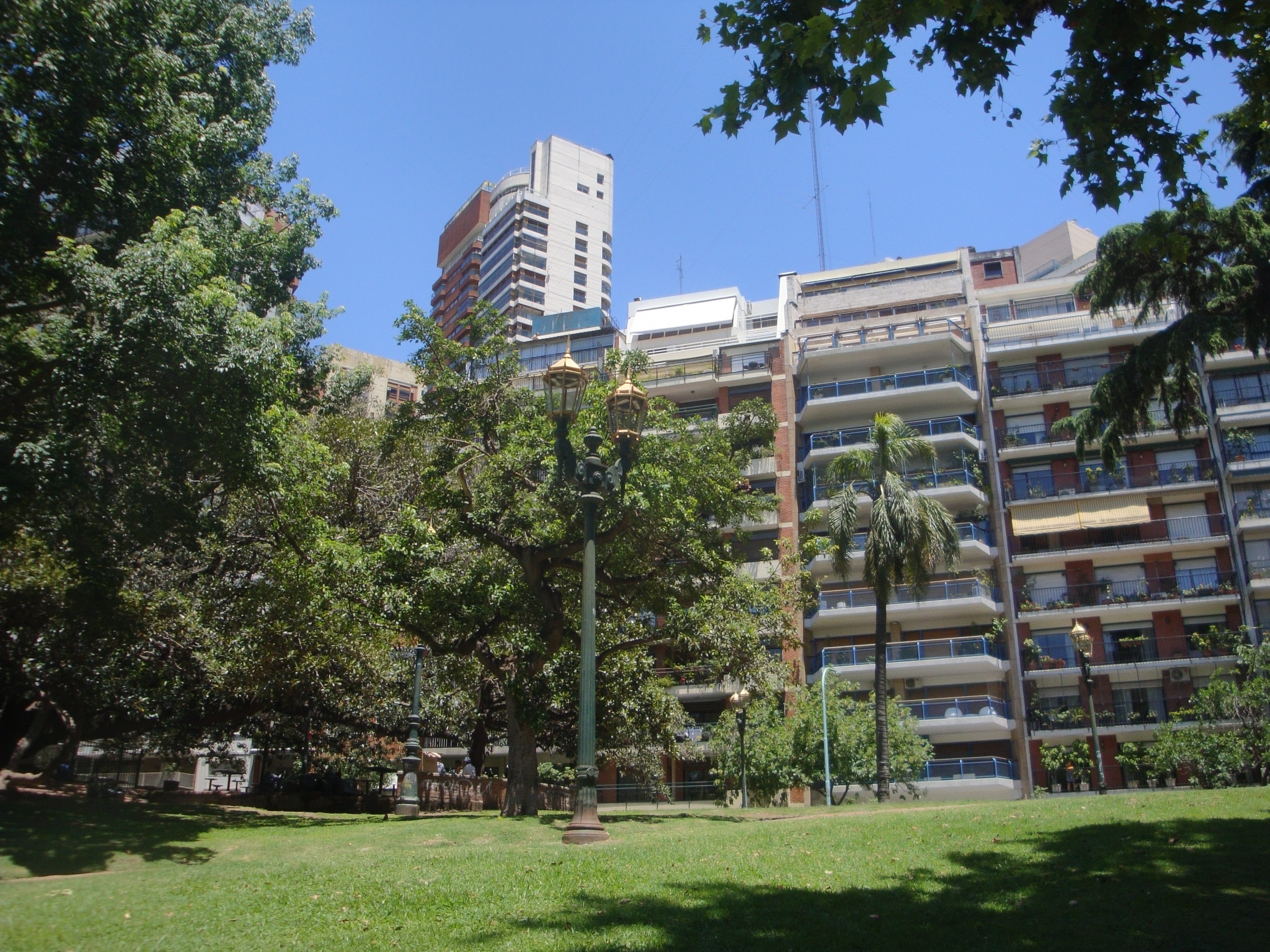
Torres frente a las Barrancas de Belgrano.

Arbolada y de verde césped, la Plaza Barrancas tiene plantadas 67 especies vegetales: ombúes, palmeras, magnolias, paraísos, tilos, robles, madreselvas, ceibos, plátanos, entre otras. Además, cuenta con senderos para el paseo construidos con antiquísimos adoquines del siglo XIX, bancos para el descanso, plaza de juegos para los niños, mesas con tableros para la práctica del ajedrez, dominó y otros juegos y pasatiempos, e inclusive un canil para el esparcimiento de perros. Mucha gente se da cita en ellas para la práctica deportiva, como la gimnasia, el Tai Chi Chuan y el aerobismo entre otros, ya que constituye un muy buen pulmón verde porteño, que a su vez se halla a sólo tres cuadras del Parque Tres de Febrero (o Bosques de Palermo), el mayor pulmón de la ciudad, parte de los cuales se encuentran en el Bajo Belgrano.
Entre las esculturas se halla una réplica a escala, de tres metros de altura, de la Estatua de la Libertad de Nueva York (que mide 93 m de altura), que realizara el francés Frédéric Auguste Bartholdi. Existen discrepancias sobre si fue inaugurada en 1875 (mucho antes que la original) o el 3 de octubre de 1886, solo 25 días antes que la original. Mientras que la de Estados Unidos es de bronce, la que se halla en Belgrano es de hierro fundido pintado color bronce.
También cuenta con la glorieta Antonio Malvagni (el nombre se debe al director italiano que, en 1910 tuvo la iniciativa de crear a la Banda Sinfónica de la Ciudad de Buenos Aires). Su basamento es de material, y antiguamente tenía un piso de tablas de madera, el resto es de hierro fundido, con techo con forma de pagoda sostenido por delgadas columnas ornamentales de capitel corintio.
La idea que por entonces persiguieron las autoridades de la Ciudad y el maestro Malvagni, fue la de cumplir con la necesidad de dotar a nuestra urbe con una agrupación sinfónica de carácter permanente, a fin de elevar y acrecentar la cultura artística de la población, fomentar la identidad musical y celebrar el Centenario de la Revolución de Mayo de 1810, a través de un claro signo de independencia cultural. Luego de su presentación oficial en el Teatro Colón el 14 de mayo de 1910, la Banda Sinfónica comenzó sin interrupciones su tarea de divulgación básicamente en espacios abiertos, para lo cual fue diseñada la Glorieta situada en las Barrancas del barrio de Belgrano, donde los vecinos se reúnen para bailar el tango y otros estilos musicales, y en algún momento, recitales de distintos conjuntos musicales.
Asimismo, a pocos metros de distancia, está ubicado el Barrio Chino de Buenos Aires.

## En la cultura popular
En las Barrancas de Belgrano ocurre una famosa escena en el cómic de ciencia ficción El Eternauta, escrito por Héctor Oesterheld en 1958 y transformado en un clásico de la historieta en Argentina. El protagonista de la obra, Juan Salvo, tiene un encuentro con uno de los invasores extraterrestres conocidos como manos, que ha montado en el pabellón de la orquesta un tablero de control desde el cual envía órdenes a las tropas. Esta escena también forma parte de la serie de 2025.

## Galería de imágenes

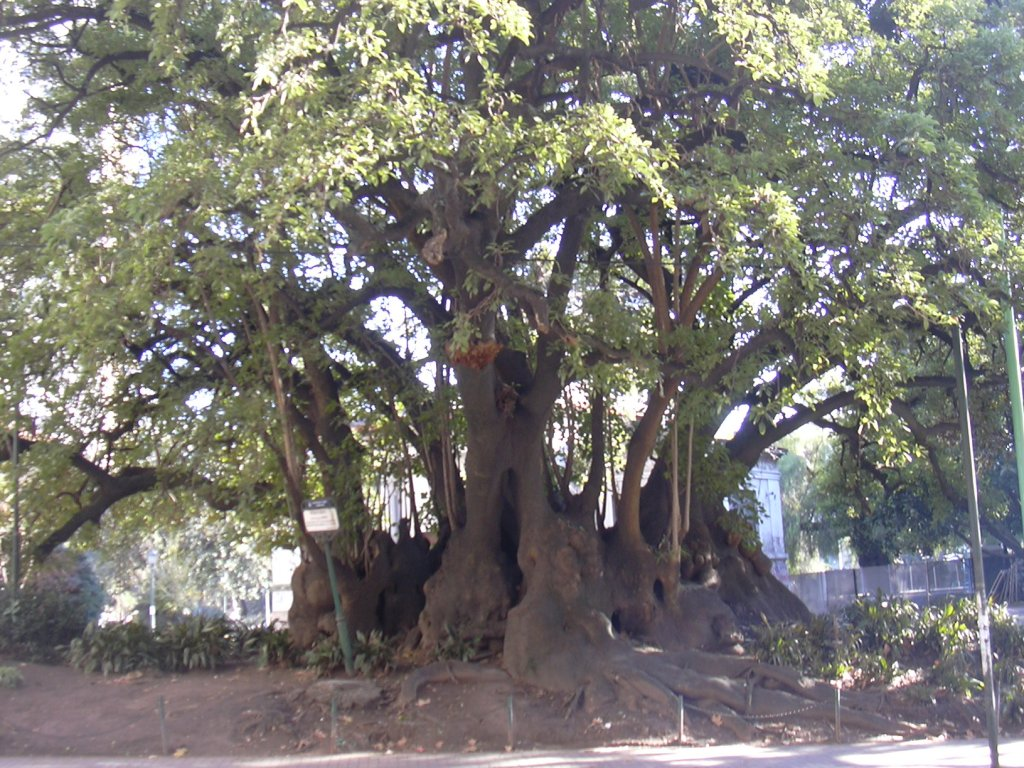
Ombú ubicado en una de las Plazas de las Barrancas de Belgrano.
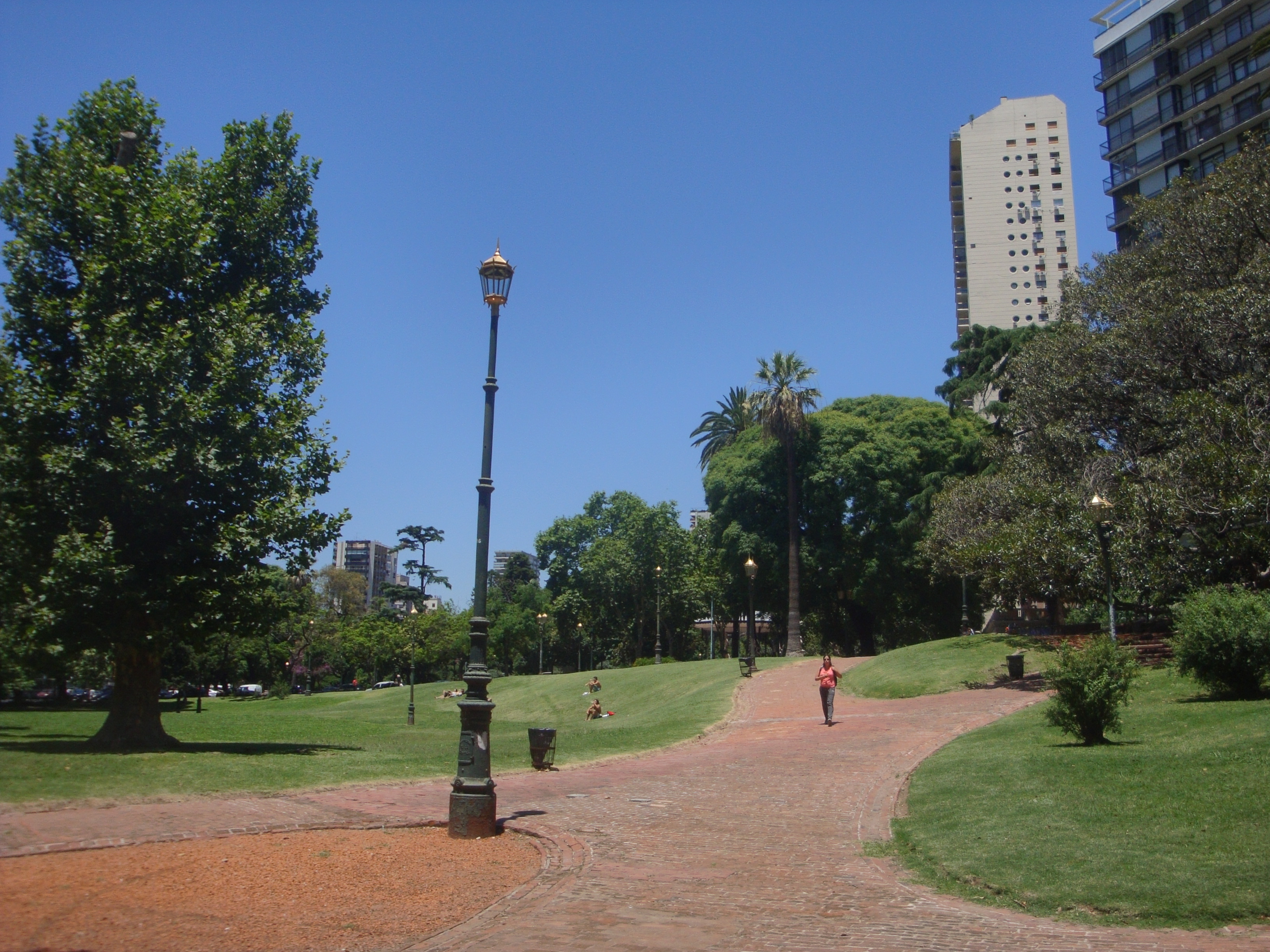
Vista de la plaza.
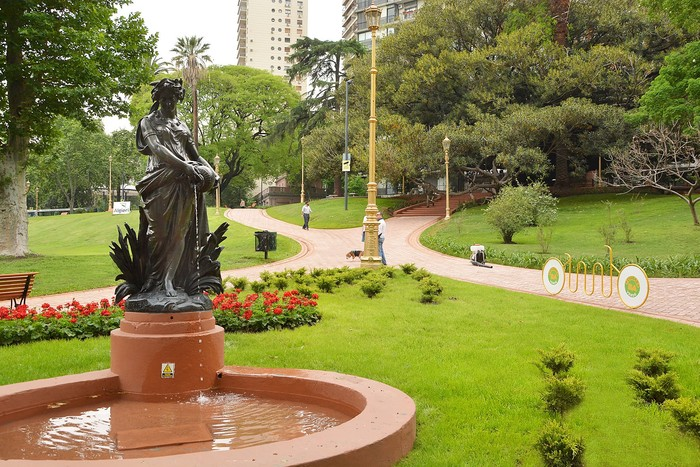
Fuente en las Barrancas de Belgrano.
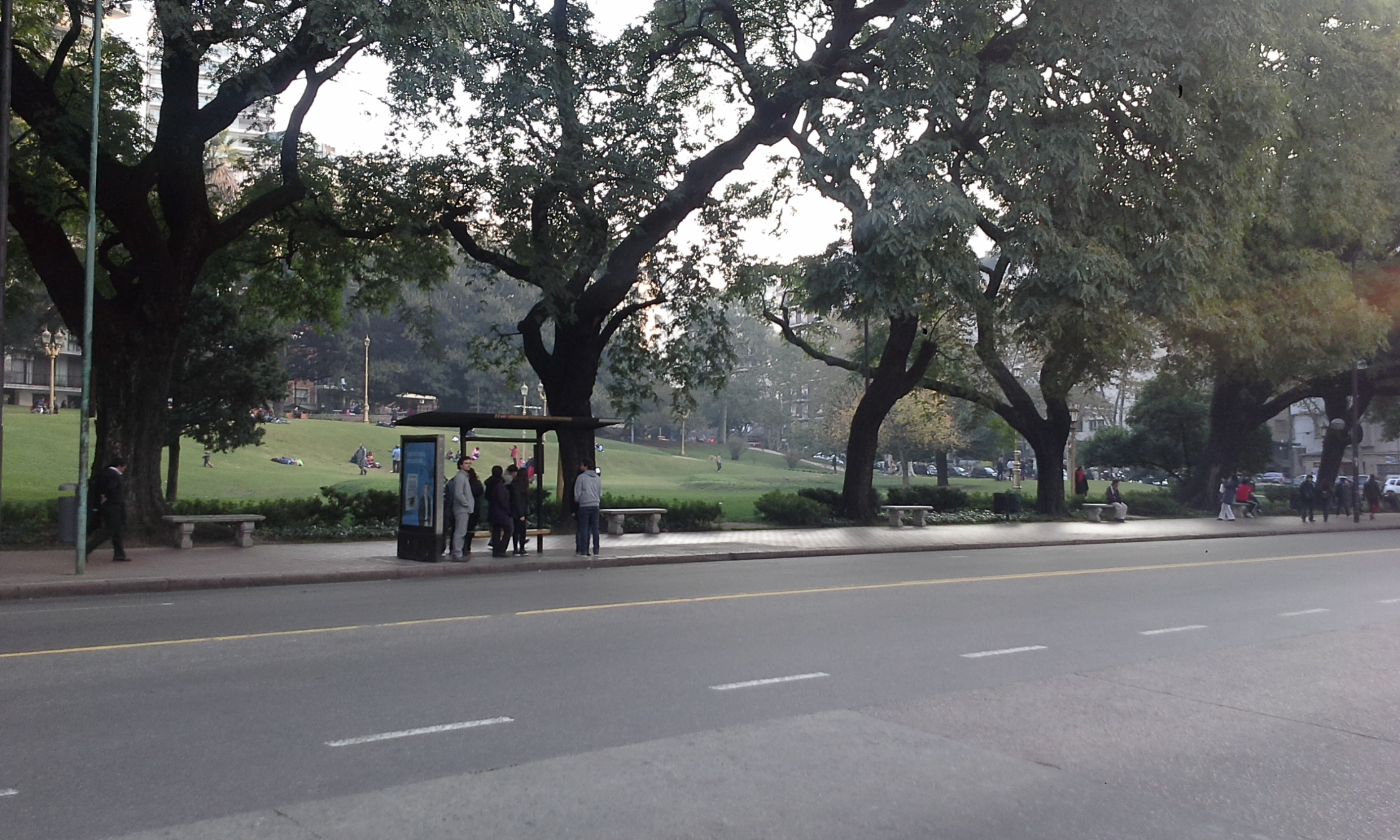
Vista de la primera de las tres Barrancas de Belgrano.
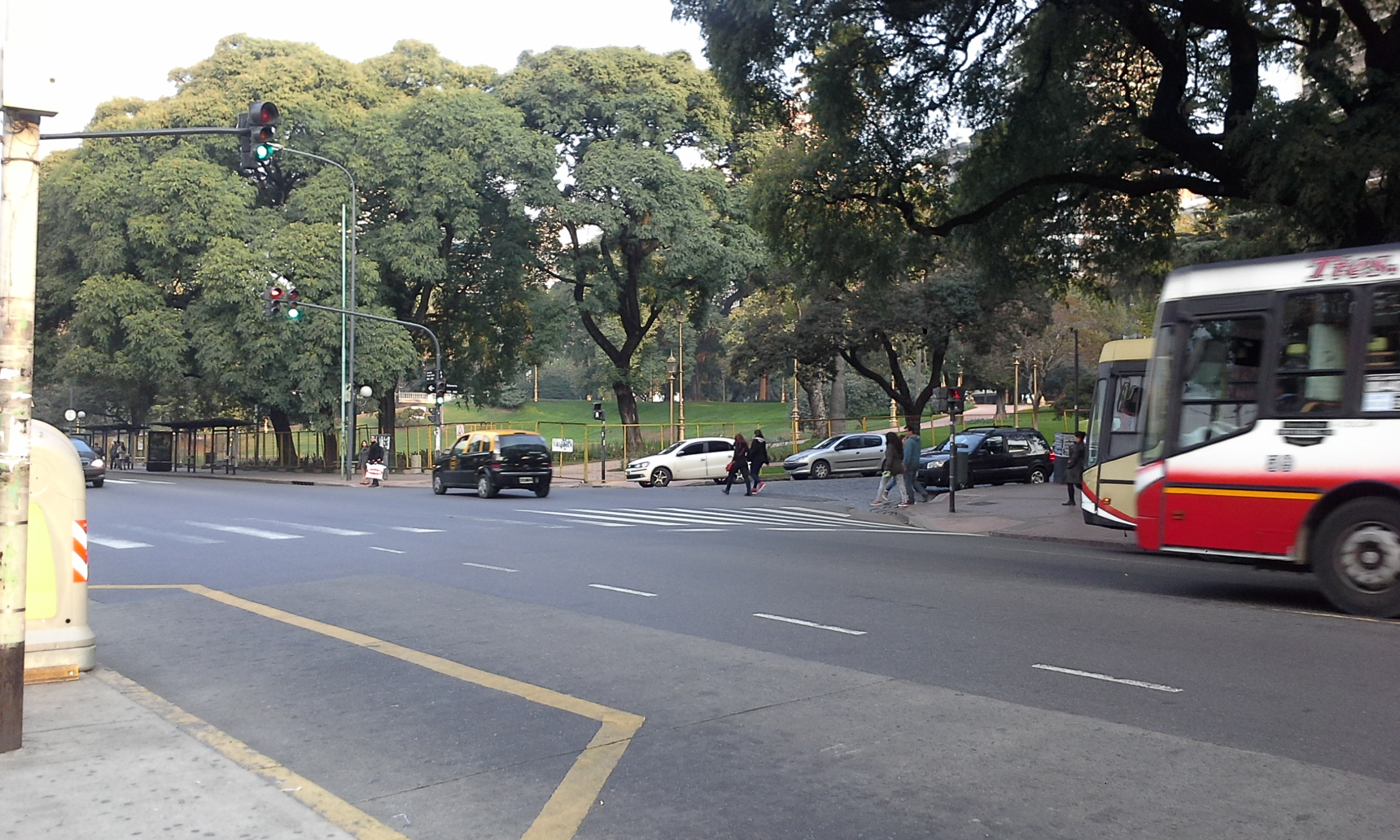
Vista de la segunda de las tres Barrancas de Belgrano.
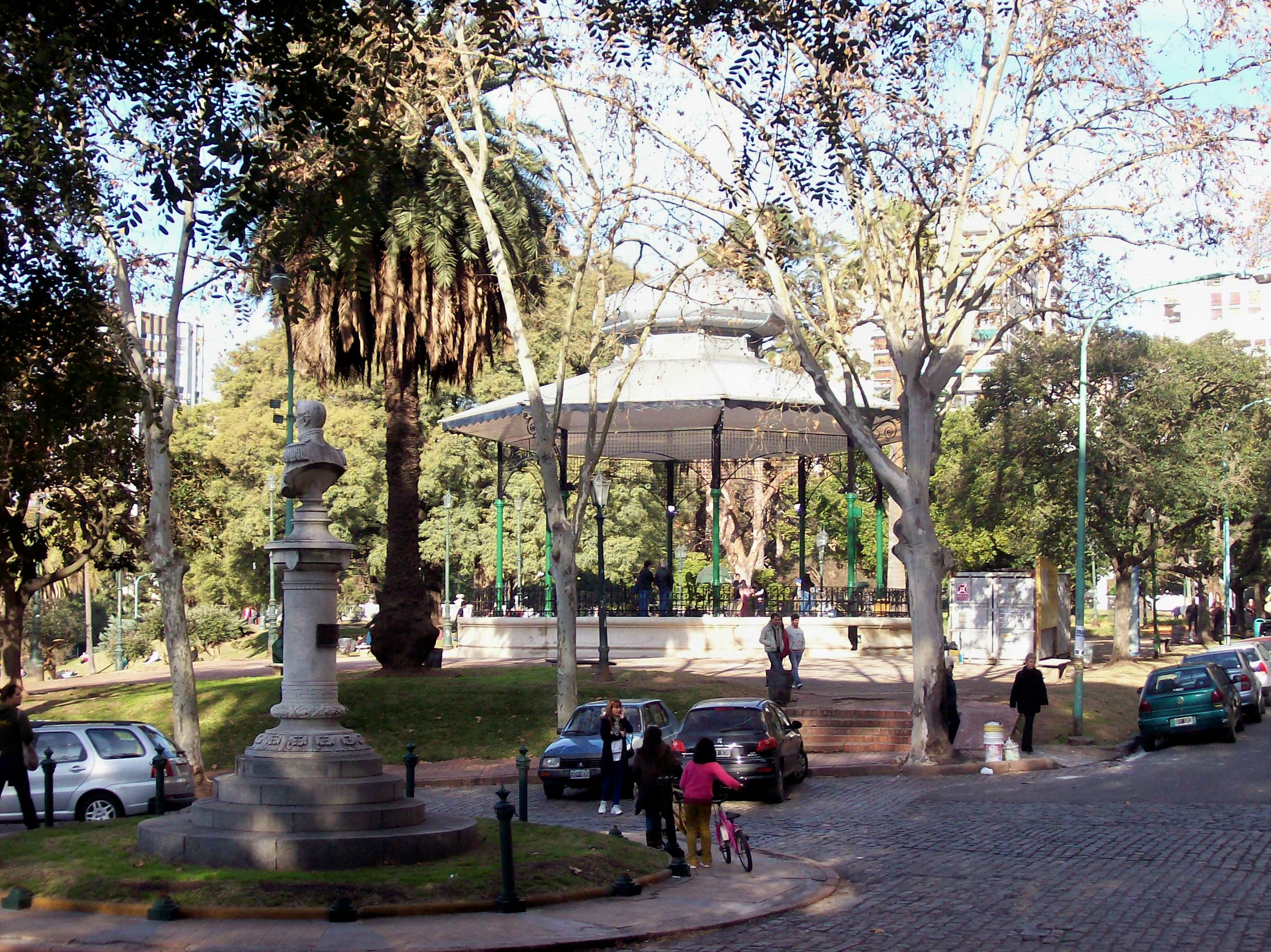
La Glorieta de Barrancas.